# グロテスクへの招待
『グロテスクへの招待』（グロテスクへのしょうたい）は、手塚治虫による日本の短編漫画作品。

## 概要
集英社『月刊少年ジャンプ』1981年9月号にて発表された読み切り作品。総ページ数30ページの短編ながら、主人公の少年雄作と少女ネリの数年間を描く。「グロテスクへの招待」という表題から連想されるようなドぎつい描写はなく、幼年期・少年期を共に過ごした或る少女との思い出が物語の中心を成す、ノスタルジーSFである。

## あらすじ
友人達と共に故郷の海の村に帰省した青年雄作は、泳ぎに誘われてもなぜか頑なに海に入ろうとしない。友人らに理由を問われて雄作は、少年の頃に出会った或る少女との思い出を話し始める。彼女はネリという名で、雄作より3つか4つ年下の人懐っこい少女だった。

## 登場人物
雄作
主人公。海辺の小さな村で生まれ育った駐在所の息子。あるとき幼いネリと出会い、すぐに仲良くなる。
ネリ
ヒロイン。雄作の幼なじみで、明るく無邪気な普通のかわいい女の子。ある一点を除いて。
ばあや
ネリの身の回りの世話をしている老婆。目が不自由。ネリの両親が「急によそへ出張したまま帰らない」ため、ネリとネリの家を預かっている。
雄作の父
駐在所に勤務している。キャラクターは中村課長（スター・システム）。

## 単行本
- 講談社手塚治虫漫画全集 MT127『タイガーブックス』第7巻（講談社、1982年、ISBN 4-06-108727-4 ）
- 集英社文庫『手塚治虫名作集 5 はるかなる星』（集英社、1995年、ISBN 978-4087482935 ）
- ちくま文庫『手塚治虫SF傑作集 異星人編』（筑摩書房、2001年、ISBN 978-4480036889 ）